# Lockheed Martin KC-130
Lockheed Martin KC-130 là định danh cơ bản cho dòng máy bay phiên bản chở dầu tầm bay mở rộng của máy bay vận tải C-130 Hercules, được sửa đổi cho nhiệm vụ tiếp nhiên liệu trên không.

## Biến thể

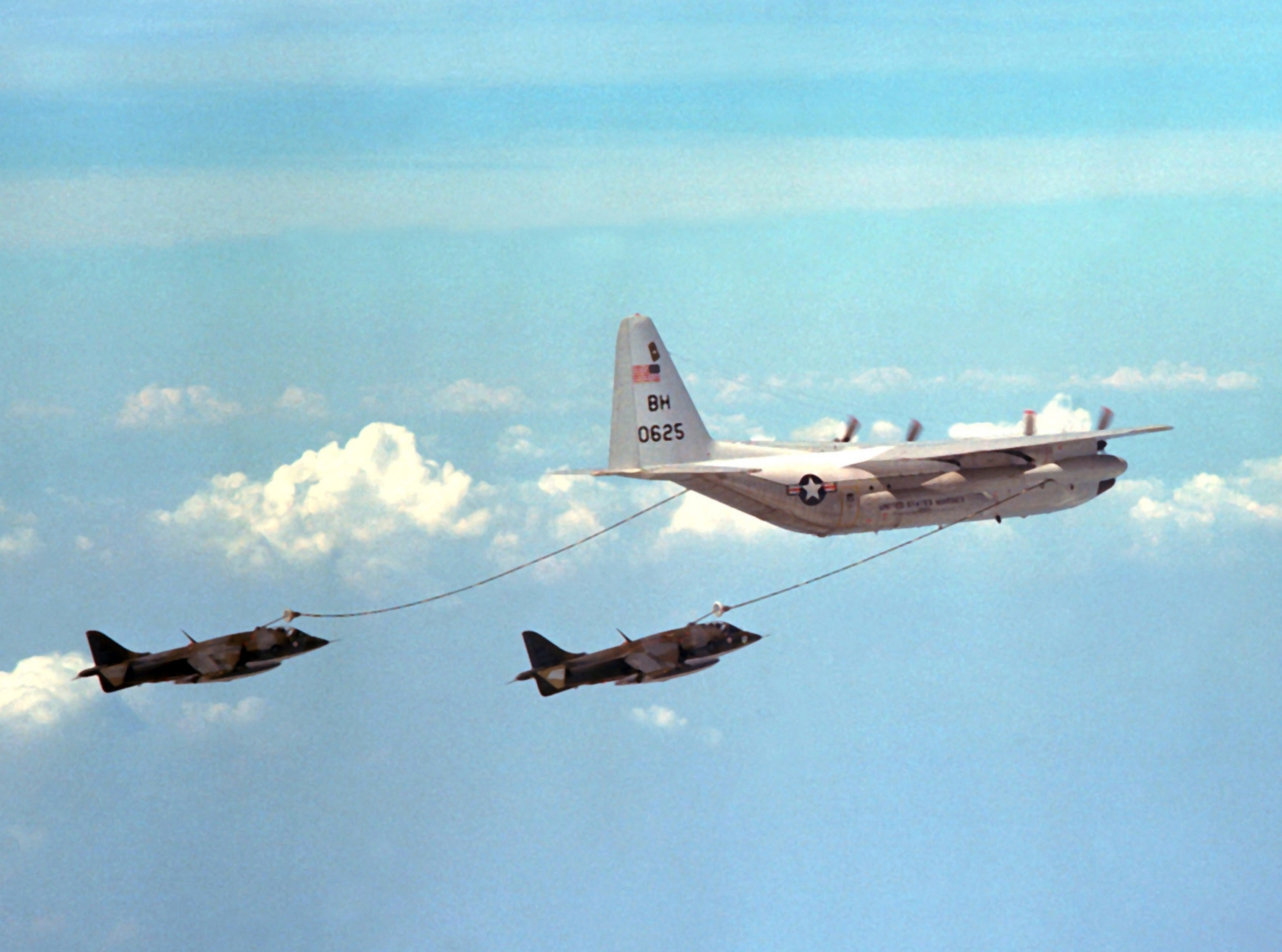
KC-130R 160625 thuộc VMGR-252 (số đuôi cũ của USAF 77-0321) loại biên năm 2008.

KC-130B
KC-130F
KC-130H
KC-130R
KC-130T
KC-130T-30
KC-130J

## Quốc gia sử dụng
Argentina – Không quân Argentina
 Brazil – Không quân Brazil

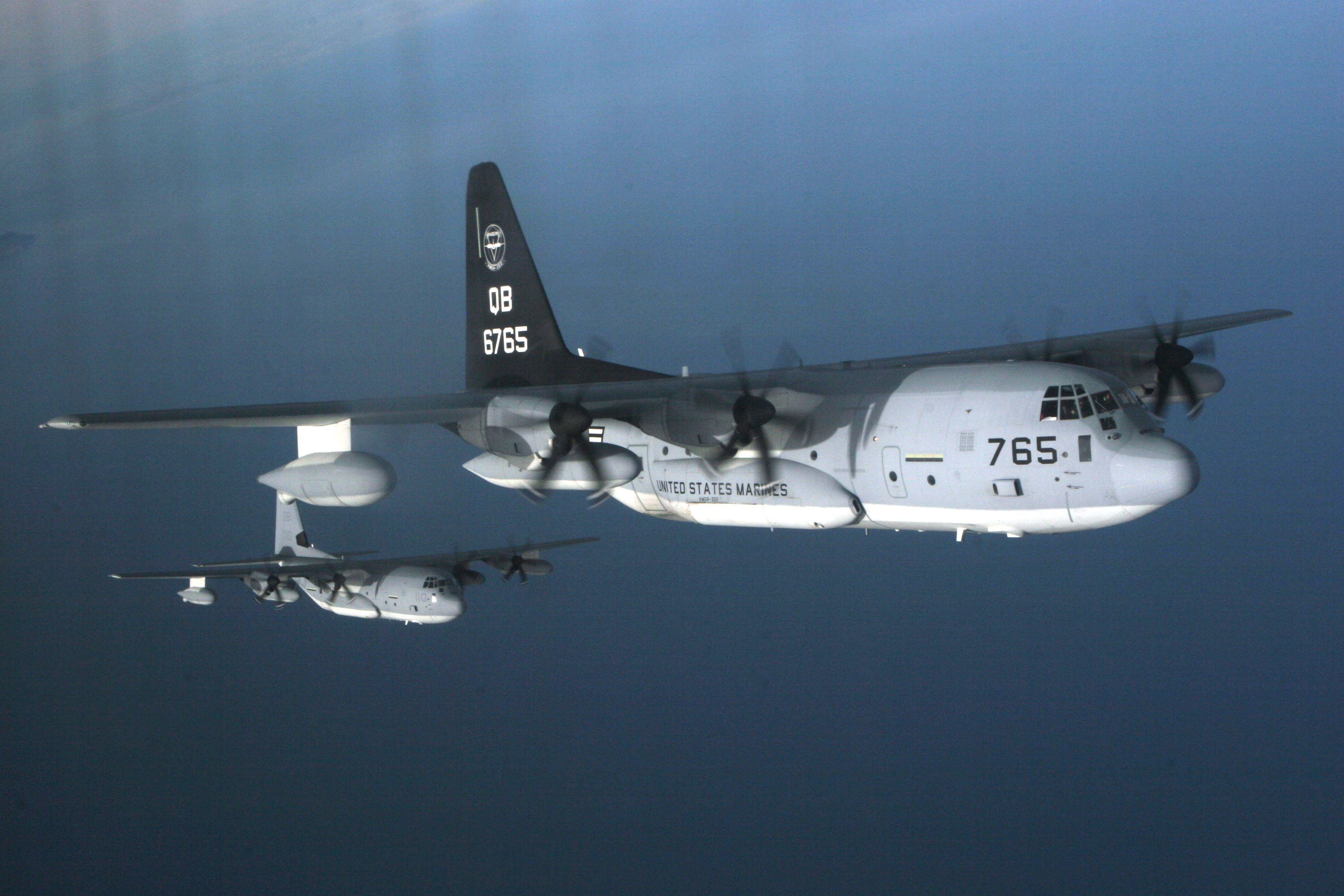
2 chiếc KC-130J thuộc VMGR-352 trong các bài tập huấn luyện, tháng 2 năm 2007.

 Malaysia - Không quân Hoàng gia Malaysia
 Canada – Không quân Hoàng gia Canada
 Israel – Không quân Israel
 Italy – Không quân Italy
 Nhật Bản - Lực lượng Phòng vệ Biển Nhật Bản
 Indonesia – Không quân Indonesia
 Kuwait – Không quân Kuwaitl
 Libya - Không quân Libya
 Morocco – Không quân Hoàng gia Maroc
 Saudi Arabia – Không quân Hoàng gia Ả rập Saudi
 Singapore – Không quân Cộng hòa Singapore
 Hoa Kỳ – Thủy quân Lục chiến Hoa Kỳ

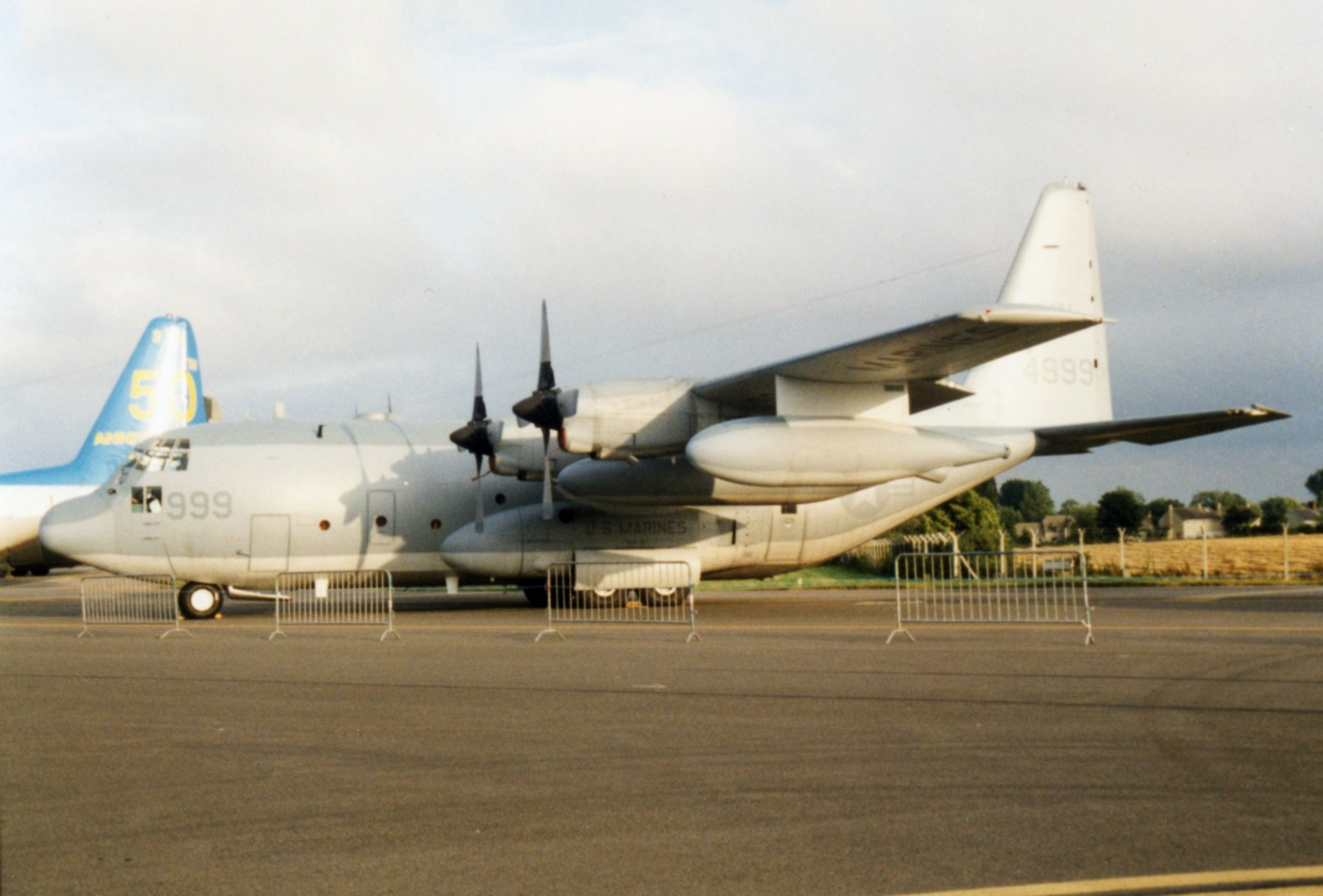
KC-130T vẫn thuộc biên chế dự trữ của USMC, VMGR-452.

 Hoa Kỳ – Hải quân Hoa Kỳ

## Tính năng kỹ chiến thuật (KC-130J)
Dữ liệu lấy từ Lockheed Martin KC-130J Super Tanker fact sheet,
Đặc điểm tổng quát
- Kíp lái: 4
- Sức chứa: :* 92 hành khách hoặc

- 64 lính dù hoặc
- 6 pallet hoặc
- 74 cáng tải thương với 2 nhân viên y tế
- 2–3 chiếc Humvee hoặc 1 chiếc xe chở quân bọc giáp M113

- Tải trọng: 42.000 lb (19.090 kg)
- Chiều dài: 97 ft 9 in, 29,79 m (với C-130J-30: 112 ft, 9 in, 34,69 m)
- Sải cánh: 132 ft 7 in (40,41 m)
- Chiều cao: 38 ft 10 in (11,84 m)
- Diện tích cánh: 1.745 ft² (162,1 m²)
- Trọng lượng rỗng: 75.562 lb (34.274 kg)
- Trọng tải có ích: 72.000 lb (33.000 kg)
- Trọng lượng cất cánh tối đa: lên tới 175.000 lb (79.378 kg); thông thường 155.000 lb (70.305 kg)
- Động cơ: 4 × Rolls-Royce AE 2100D3 kiểu turboprop, 4.637 shp (3.458 kW)  mỗi chiếc
- Cánh quạt: Dowty R391 6 cánh , 1 mỗi động cơ

 Hiệu suất bay 
- Vận tốc cực đại: 362 knot (417 mph, 671 km/h)
- Vận tốc hành trình: 348 kn (400 mph, 643 km/h)
- Tầm bay: 2.835 nmi (3.262 mi, 5.250 km)
- Trần bay: 28.000 ft (8.615 m) với tải trọng 42.000 pound (19.090 kilogram)
- Đường băng cất cánh: 3.127 ft (953 m) với trọng tải hữu ích 155.000 lb (70.300 kg)